# وحدات الإدخال والإخراج

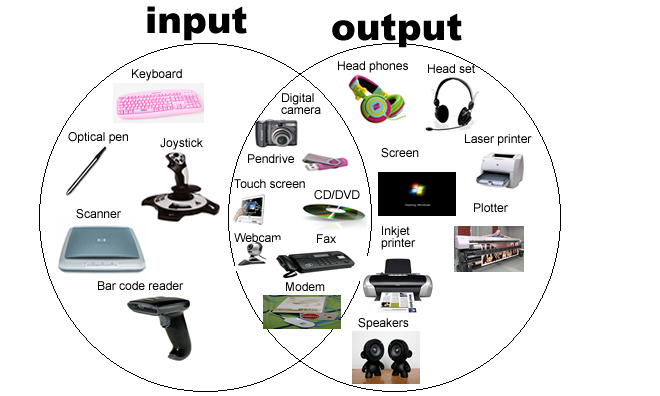
وحدات إدخال/إخراج البيانات في جهاز الحاسوب، موضحة باسنخدام أشكال ڤن.

تعدّ وحدات الإدخال والإخراج عمودًا من أعمدة نظام الحاسوب الكامل، وتندرج معظم هذه الوحدات تحت شيئين هما وحدات الإدخال والإخراج، ويقصد بوحدات الإدخال الأجزاء التي تستخدم لإدخال البيانات والأوامر (مثل لوحة المفاتيح، لوحات اللمس، الكاميرا)، ووحدات الإخراج الأجزاء التي تستخدم لعرض النتائج والمخرجات(مثل الشاشة، السماعات، الطابعات).

## وحدات الإدخال
هي مجموعة من الأجهزة التي تقوم بإدخال البيانات، وهي:
الفأرة: هي وحدة من وحدات الإدخال وهى تشبه الفأر حيث فيها زِرّانِ يُشْبِهان أذن الفأر، وفيها سلك يشبه ذيل الفأر وتُستعمل للنقر على الأيقونات وتظهر على شاشة الحاسوب على هيئة سهم وعندما يوجد كلمة تحوى عددا من عناوين الصفحات الأخرى تظهر على شكل كف يد.
لوحة المفاتيح: وهى عبارة عن مستطيل متوسط الحجم به عشرات من الأزرار التي تحوى أنواعا عديدة من البيانات مثل الحروف (العربية أو الإنجليزية) الأرقام (العربية أو الهندية) رموز وعلامات ترقيم (مثل علامة يساوى - علامة الاستفهام - الفصلة) ومن خلالها يمكن للمستخدم أن يضغط على الزر الذي حمل شكل الحرف أو الرقم أو الرمز فيكتب على ويظهر على الشاشة فور الضغط.
الميكروفون: وهو يتصل بالكمبيوتر حيث يتكلم الإنسان في هذا المكبر فيخزن صوته على الكمبيوتر ويخرج في السماعات ويستخدم أيضا في التحدث الصوتي بين شخصين على الإنترنت
الكرة الدوارة: وهى تعمل كالفأرة لكن تتميز عنها بصغر حجمها مما يعطيها حجما صغيرا بالنسبة للفأرة
الماسح الضوئي: وهو ينقسم إلى ماسح يدوى وهو الذي يمسك باليد ويتم مسح الصورة بمصدر الضوء الذي يشع منه فتظهر الصورة على الشاشة والآخر مكتبي حيث لا يمكن مسكه كاليدوي إنما يوضع على المكتب ويتم وضع الصورة داخله حتى يظهرها على الشاشة
كاميرا رقمية: عندما يتم تصوير مناسبة ما على كاميرا معينه ورغب الشخص في وضع الصور على جهاز الكمبيوتر فإن الكاميرا الرقمية تقوم بنقل الصور من على الكاميرا إلى جهاز الكمبيوتر
كاميرا الويب: تستخدم من أجل التحدث بين فردين على الإنترنت حيث يمكن لكل فرد رؤية الآخر بوضوح عبر هذه الكاميرا والتحدث معه بالصوت والصورة
شاشة اللمس: تستخدم في حاسوب ماكينة الصرف الآلي في المصارف (البنوك) حيث يمكن للفرد أن يضغط على الأيقونات الموجودة على الشاشة بإصبعه بدلا من الفأرة
قلم ضوئي: يستخدم هذا القلم أحيانا بديلا عن الإصبع في شاشة اللمس
لوحة اللمس: توجد في الحاسوب المحمول وهى بديلا عن الفأرة حيث بدلا من مسك الفأرة وتحركها يمكن وضع الإصبع على هذه اللوحة وتحريك الإصبع فيتحرك السهم الموجود على الشاشة
ذاكرة وميضية: من وحدات التخزين المفضلة لدى مستخدمي الحاسب.

## أجهزة أو وحدات الإخراج
هي التي تخرج للمستخدم ناتج معالجة البيانات (المعلومات)وهى:
الطابعة: وهى التي تقوم بتحويل الأشياء المرئية على الشاشة إلى أوراق ملموسة حيث تقوم بجعل البيانات الموجود على الحاسوب على أوراق ويمسكها الإنسان كأي ورقة
الشاشة: هي من أهم وحدات الحاسوب فهي تعرض كل شيء على الكمبيوتر ولا يمكن الاستغناء عنها
السماعات: هي وحدة تقوم بإسماع الشخص كل البيانات المسموعة مثل الأغاني

## وحدات مشتركة
الأقراص: لأنه يمكن من خلالها إدخال بيانات إلى الكمبيوتر أو أخذ معلومات من الحاسوب مثل الملفات...
طرفية الحاسوب: هي جهاز إلكتروني أو جهاز كهرو-ميكانيكي يستخدم لإدخال البيانات إلى الحاسوب، أو عرضها من الحاسوب أو أي نظام حاسوبي آخر. تعدّ طرفيات الحاسوب نوعا من واجهات المستخدم (واجهة إدخال وإخراج) مثل واجهة المستخدم رسومية.
شاشة اللمس : يمكن أن ندخل البيانات والمعلومات وأيضا تخرج لنا المعلومات .